# Operation Atlantic
Operation Atlantic var en canadisk offensiv under Operation Overlord. Den blev startet samtidig med Operation Goodwood og varede fra 18. til 20. juli 1944. Dens mål var at befri den tysk-besatte del af Caen syd for Orne-floden, befri Colombelles og være klar til at erobre Verrières-højderyggen.
Selv om den var vellykket i starten med terrængevinster langs bredden af Orne-floden ved Saint-André-sur-Orne, førte et angreb fra 4. og 6. canadiske infanteridivision mod stærke tyske stillinger på Verrières-højderyggen til store tab og begrænsede strategiske gevinster.

## Baggrund
Den historiske by Caen i Normandiet var et af de allieredes mål på D-dag. Det var planen, at den britiske 3. infanteridivision, som landede på Sword Beach den 6. juni 1944 skulle erobre byen samme dag. Erobringen af Caen var et ambitiøst mål, men var ifølge historikeren L. F. Ellis det vigtigste af alle de mål på D-dag som generalløjtnant John Crockers 1. britiske Korps var pålagt. Operation Overlord specificerede, at 2. armé skulle erobre byen og etablere en frontlinje fra Caumont-l'Éventé til sydøst for Caen med henblik på at få flyvepladser og beskytte den venstre flanke af den amerikanske 1. armé, mens den rykkede frem mod Cherbourg. Besiddelse af Caen og dens omegn ville give 2. armé tilstrækkelig plads til opmarch inden et fremstød sydpå mod Falaise, som i sig selv kunne bruges som omdrejningspunkt for en drejning til højre mod Argentan og derpå mod Touques-floden. Terrænet mellem Caen og Vimont var særligt lovende, da det var åbent, tørt og velegnet til hurtige offensive operationer. Da de allierede styrker havde klart overtal i kampvogne og mekaniserede enheder, ville det være til deres fordel at ændre slaget til et bevægelsesslag.
Da invasionsstranden var overfyldt af tropper og udstyr, blev indsættelsen af de pansrede styrker forsinket, og en del af dem måtte afgives til angreb på stærke tyske stillinger langs den 17 km lange vej mod Caen. Derfor kunne 3. pansrede division ikke angribe Caen på D-dag og blev stoppet i byens udkant. Efterfølgende angreb mislykkedes, da den tyske modstand voksede i styrke. I operation Pinch opgav man et direkte angreb og forsøgte i stedet et knibtangsangreb, som omfattede 1. korps og 30. korps.Det blev indledt den 7. juni med det formål at omringe Caen fra øst og vest. 1. Korps angreb sydpå fra det område, som 6. luftbårne division havde erobret på D-dag. Det blev stoppet af den tyske 21. panserdivision, og angrebet med 30. korps gik i stå foran Tilly-sur-Seulles, vest for Caen, overfor kraftig modstand fra Panzer Lehr-divisionen. I et forsøg på at tvinge Panzer Lehr til at trække sig tilbage eller overgive sig og for at holde operationerne flydende, trængte den britiske 7. pansrede division ind i et nyligt opstået hul i den tyske front og forsøgte at erobre byen Villers-Bocage. Det resulterende daglange slaget ved Villers-Bocage endte med at 7. pansrede division trak sig tilbage fra byen, men den 17. juni var Panzer Lehr blevet trængt tilbage og 30. korps havde erobret Tilly-sur-Seulles. Et nyt angreb fra 7. pansrede division blev aldrig til noget og yderligere offensive operationer blev opgivet, da Den engelske kanal den 19. juni blev ramt af en alvorlig storm, som varede i tre dage og i alvorlig grad forsinkede den allierede opmarch. De fleste konvojer af landgangsbåde og skibe, som allerede var undervejs, blev tvunget tilbage til britiske havne. Pramme på slæb og 3 km pontonveje til Mulberry-havnene gik tabt og 800 fartøjer lå strandede på Normandiets kyst indtil den næste springflod i juli.
Efter stormen blev det næste store angreb igangsat. Under kodenavnet Operation Epsom var det meningen, af 8. korps skulle rykke frem og erobre højlandet ved Bretteville-sur-Laize for at omringe Caen. 8. Korps skulle angribe vest for Caen og trænge sydpå over Odon-floden og Orne-floden. Inden angrebet indledtes Operation Martlet, som skulle sikre 8. korps' flanke ved at erobre højlandet til højre for deres fremrykning. Selv om det lykkedes tyskerne at stoppe offensiven, måtte de indsætte alle deres til rådighed stående styrker, herunder 2 panserdivisioner som netop var ankommet til Normandiet, og som var øremærkede til en planlagt offensiv mod britiske og amerikanske stillinger omkring Bayeux. Adskillige dage senere indledte 2. armé en ny offensiv under kodenavnet Operation Charnwood med henblik på at erobre Caen. Som forløber for Charnwood blev der gennemført et forsinket angreb på Carpiquet under kodenavnet Operation Windsor. Ved et frontalt angreb blev den nordlige del af byen indtaget, men tyske tropper holdt stadig den sydlige del af byen syd for Orne-floden, herunder stålværket ved Colombelles, som var en fremragende observationspost for artilleriet.

## Planlægning
Den 10. juli holdt general Bernard Montgomery, chefen for de allieredes landstyrker i Normandiet, et møde i sit hovedkvarter med generalløjtnanterne Miles Dempsey og Omar Bradley, som havde kommandoen over henholdsvis 2. britiske og 1. amerikanske armé, for at diskutere de næste angreb, der skulle igangsættes af 21. armégruppe efter afslutningen af operation Charnwood og 1. armés indledende udbrudsoffensiv. Montgomery godkendte Operation Cobra, et stort udbrudsforsøg, som skulle gennemføres af 1. armé den 18. juli og gav Dempsey ordre til at "fortsæt med at slå til, træk den tyske styrke til dig, især de tyske kampvogne, så vejen bliver banet for Brad[ley]".
Klokken 10 den 13. juli mødtes Dempsey med tre af sine fem korpschefer  for at diskutere det kommende angreb. Senere samme dag blev den første ordre om Operation Goodwood udstedt.
Den detaljerede planlægning begyndte fredag den 14. juli. Men den 15. juli udstedte Montgomery en skreven ordre til Dempsey om at gøre operationen knap så ambitiøs. Disse ordrer ændrede operationen fra at være et "dybt gennembrud" til et "begrænset angreb". ". Det blev antaget, at tyskerne ville blive tvunget til at indsætte deres reserver for at imødegå angrebet for ikke at risikere et gennembrud med koncentrerede panserstyrker. Formålet med operationen var nu "at mødes med de tyske kampvogne i slag og "nedskrive" dem i en grad, så de ikke længere havde værdi for tyskerne" og samtidig forbedre 2. armés stilling. Ordrerne sagde, at "en sejr på den østlige flanke vil hjælpe os til at opnå det vi ønsker på den vestlige flanke" men advarede om, at operationerne ikke måtte bringe 2. armés stilling i fare, da det var den faste bastion, som var nødvendig for at de amerikanske operationer kunne lykkes. Det blev understreget, at det nu var målene for 2. canadiske korps, som var af afgørende betydning, og først når de var nået, ville 8. korps "slå til", som situationen måtte kræve det.
2. canadiske korps skulle iværksætte et angreb under kodenavnet Operation Atlantic på den vestlige flanke af 8. korps for at befri Caen syd for Orne-floden. Korpsordrerne blev udstedt den følgende dag. Canadierne fik ordre til at befri Colombelles og resten af Caen. Efter erobringen af disse områder skulle korpset være klar til at erobre Verrières-højderyggen. Operation Atlantic og Goodwood var planlagt til at gå i gang den 18. juli, to dage før Operation Cobra efter planen skulle begynde.
2. canadiske infanteridivision, som nyligt var ankommet til Normandiet, blev udpeget som den primære angrebsstyrke i operationen med støtte fra dele af 3. infanteridivision.

## Orne-brohovedet
Om morgenen den 20. juli lykkedes det med kraftig luftstøtte de forreste styrker i den 2. canadiske infanteridivision at erobre Colombelles og Faubourg-de-Vaucelles, en række industriforstæder nord for Caen ved Caen-kanalen. Midt på eftermiddagen krydsede to kompagnier fra Black Watch Orne-floden og A Company havde tab på under 20. Yderligere bataljoner fra 5. brigader trængte sydpå til Saint-André-sur-Orne.
Med den østlige bred af Orne-floden sikret rykkede styrker fra 4. og 6. canadiske infanteridivision i stilling til et angreb mod Verrières-højderyggen, hvor de skulle møde styrker fra 1. og 12. SS panserdivision.

## Angrebet mod Verrières-højderyggen
Under Slaget om Caen havde styrker fra Sepp Dietrich's 1. SS panserkorps omdannet den 30 meter høje højderyg til deres primære befæstning. Der var placeret hundredvis af kanoner, kampvogne, Nebelwerfere, morterer og infanteri fra tre divisioner.
Som led i en mindre opfølgning på Operation Goodwood var det lykkedes Calgary Highlanders at etablere foreløbige stillinger ved Verrières ved Punkt 67 på den nordlige side af højderyggen. Den 20. juli angreb South Saskatchewan Regiment bistået af The Queen's Own Cameron Highlanders of Canada og Sherbrooke Hussars højderyggen med støtte fra Hawker Typhoon.
Cameron Highlanders fra Winnipeg angreb Saint-André-sur-Orne, men blev presset tilbage af et kraftigt tysk forsvar. Hovedangrebet blev udsat for kraftig regn, som gjorde fly og kampvogne ubrugelige, og infanteriet begyndte at gå i stå i mudderet. Uden støtte mistede South Saskatchewans 282 mand mod de ihærdige tyske forsvarere.
Efter det fejlslagne angreb gik to tyske SS panserdivisioner til modangreb, hvilket fik canadierne til at trække sig tilbage bag deres startlinje. Modangrebet ramte også støttebataljonen The Essex Scottish Regiment. I løbet af resten af dagen mistede The Essex Scottish tæt på 300 mand
Den 21. juli indsatte general Guy Simonds Black Watch og Calgary Highlanders for at stabilisere fronten langs Verrières-højderyggen. De to regimenter kunne med støtte fra 3. canadiske infanteridivision stoppe modangrebet fra de to SS panserdivisioner, men led store tab.

## Efterspil
De allierede styrker havde tab på 1.349 mand under operation Atlantic, hvoraf hovedparten var i 4. og 6. canadiske infanteribrigade.
Da det ikke var lykkedes at erobre Verrières-højderygggen, udstedte Montgomery den 22. juli ordrer til en ny offensiv, som denne gang skulle være et "fastholdende angreb" inden for de næste dage,, og som skulle iværksættes i forbindelse med Operation Cobra. Som følge heraf udformede general Guy Simonds planerne for Operation Spring. Det samtidige slag om Verriere-højderyggen krævede over 2.600 canadiske tab til og med 26. juli 1944.